# Dodge Custom

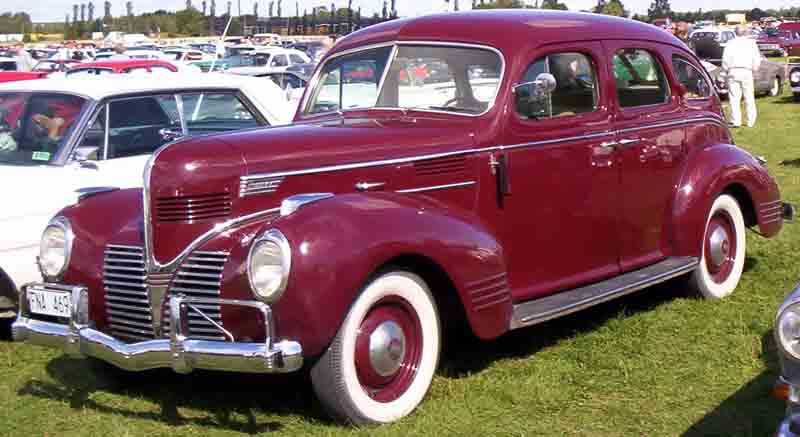
Dodge D11 Luxury Liner 4 portes (1939)

La Dodge Custom est une voiture de grande dimensions (full-size) qui a été produite par le constructeur automobile Dodge aux États-Unis de 1940 jusqu'en décembre 1948 pour succéder à la gamme Dodge Luxury Liner D11 - D14/17 (it). Elle a été remplacée par la Dodge Coronet. À cette époque, Dodge changeait fréquemment le nom des modèles selon les objectifs de marketing. Le véhicule lui-même était pratiquement inchangé, qui allait devenir les « Senior Dodge » et les « Junior Dodge » plus courtes, essentiellement sous la marque Plymouth.
La gamme Dodge Custom, dont les versions basiques sont appelées DeLuxe, comprend les modèles :
- Dodge Custom Town Sedan (1941)
- Dodge Custom Club Coupé (1942)
- Dodge Custom Cabriolet (1942)
- Dodge Custom Cabriolet (1948)
- Dodge Custom Sedan (1948)
- Dodge Custom Derham Club Coupé (1948)

## Histoire
Durant les années 1941-1942 et 1946-1948, Dodge fabriquait les mêmes voitures, régulièrement modernisées. Avant la guerre, elles étaient connues sous le nom de « Luxury Liner », même si officiellement, seuls les noms de série étaient utilisés pour les modèles DeLuxe de base et les prestigieuses Custom. Toutes les deux disposaient du même empattement de 3 035 mm et les berlines et limousines 7 places de 3 493 mm. Elles étaient équipées du même moteur six cylindres en ligne de 3 568 cm³ développant 91 Ch SAE, porté à 3 772 cm³ (105 Ch) en 1942. À partir de 1941, une boîte manuelle à 3 rapports pouvait être commandée avec un embrayage hydraulique Fluid Drive, qui empêchait au moteur de caler en cas d'appui brusque sur la pédale d'embrayage.

### Dodge Luxury Liner Séries D11/D14/D17/D19/D22
La Dodge Luxury Liner série D11 a été lancée en octobre 1938, lors des célébrations du 25e anniversaire de Dodge, comme MY 1939. La carrosserie était commune avec les modèles des marques DeSoto et Chrysler. La série D11 a été rebaptisée Special et DeLuxe avec 10 types de carrosseries différents : coupé, berline à empattement long et 7 berlines. En 1940, la gamme Luxury Liner est divisée en deux catégories : la Luxury Liner Deluxe série D14 et la Luxury Liner Special série D17. En 1941, la série D19 est rebaptisée en Custom et Deluxe, une appellation qui restera pendant les dix années suivantes.

### Dodge Deluxe & Custom Town (1941)

#### Dodge D19
La Dodge DeLuxe série D19 a remplacé le modèle Luxury Liner en septembre 1940. La version Custom, mieux équipée, est arrivée en 1941 sous le nom D22. Le modèle a été fabriqué de septembre 1941 jusqu'à l'arrêt des productions civiles, en février 1942. En 1946, les Dodge DeLuxe et Custom ont été les premiers modèles Dodge d'après la Seconde Guerre mondiale qui seront remplacés par la gamme Coronet à partir du milieu de l'année 1949. 
La Dodge Custom D19 de 1941 se différencie du modèle de l'année précédente par sa face avant plate avec une large calandre divisée horizontalement, des phares intégrés et un capot monobloc. La série Deluxe comprenait un coupé Business deux places, une berline deux portes et une berline quatre portes, tandis que la série Custom comprenait un coupé Club cinq places, une berline Brougham deux portes, une limousine Town quatre portes six fenêtres, une berline quatre portes quatre fenêtres, une limousine sept places et un coupé cabriolet. Au cours de l'année, 106 000 Deluxe et 131 000 Custom ont été vendues. Pour le modèle de 1942, le constructeur modifia l'avant avec une calandre rectangulaire à damier, des pare-chocs plus massifs et un tableau de bord en métal peint en bois. En février 1942, les usines Dodge ont été contraintes à assurer la production de guerre, après avoir fabriqué 68 500 voitures avant cette date. 
Production de la Dodge D19 année 1941 :
| Limousine Brougham    | 20 146  |
| Châssis               | 20      |
| Club Coupé 2 pl.      | 18 024  |
| Coupé Cabriolet       | 3 554   |
| Berline               | 72 067  |
| Berline Town          | 16 074  |
| Coupé Business DeLuxe | 22 318  |
| Berline DeLuxe        | 49 579  |
| Berline DeLuxe 2p     | 34 566  |
| LWB Limousine         | 50      |
| LWB Berline           | 601     |
| Total                 | 236 999 |

#### Dodge D22 (sept. 1941 - jan. 1942)
Les Dodge DeLuxe et Custom de la courte période du MY 1942 étaient équipées d'un moteur d'une cylindrée de 3 772 cm³ et développant 105 Ch SAE (77 kW) à 3 600 tr/min. L'avant du véhicule était modifié avec une calandre se composant de sept barrettes chromées entre les phares.

#### Dodge D24 (sept. 1946 - déc. 1948)
La D24 a été lancée en 1946 avec le niveau de finition le plus haut de la gamme Dodge (plus grande que les homologues Plymouth de la Dodge D25). Elle différait de la Deluxe de niveau de finition inférieur en termes de garniture intérieure, sièges, doubles essuie-glaces électriques et baguettes extérieures chromées autour des vitres. La Custom était disponible en berline 4 portes 6 places, Town Sedan 4 portes 6 places, berline 4 portes 7 places, coupé Club 2 portes et cabriolet 2 portes. Le modèle 7 places disposait d'un empattement de 3 493 mm tandis que les autres modèles conservaient l'empattement de 3 035 mm. Tous les modèles étaient propulsés par un moteur six cylindres en ligne 230. La transmission manuelle à trois vitesses était livrée en série et, en option, la « Fluid Drive ».
Les changements pour les voitures des années modèles 1947 et 1948 étaient minimes. À partir du 1er décembre 1949, tous les modèles ont été considérés comme des MY 1949 à des fins d'enregistrement. La vraie gamme Dodge de 1949 a été lancée en avril 1949, sous le nom de Coronet, maintenant utilisé pour le modèle full-size avec le niveau de finition le plus élevé. La Dodge D24 était identique aux Pontiac Silverstreak, Oldsmobile Series 66, Studebaker Champion, Hudson Commodore et Nash Ambassador.

## Production
Les voitures d'après-guerre sont restées en grande partie inchangées par rapport à celles d'avant-guerre. Les Dodge D25 Deluxe et Special Deluxe étaient des Plymouth P15 (it) avec une calandre et des badges Dodge réduits. Elles étaient construites aux États-Unis pour être vendues au Canada et à l'exportation. Les chiffres de production correspondent aux numéros de série, hors châssis des MY.
Les Dodge D24 Deluxe et Custom correspondent aux années modèles (MY) hors châssis, corrigés pour ajuster la production totale (1946 à 1948) sur le chiffre officiel Chrysler : 649 697 voitures complètes construites aux États-Unis et au Canada.
| Année | D25 Deluxe & Special | D24 Deluxe | D24 Custom | Total   |
| ----- | -------------------- | ---------- | ---------- | ------- |
| 1946  | 4 455                | 155 669    | 886        | 160 124 |
| 1947  | 6 063                | 230 537    | 1 313      | 237 913 |
| 1948  | 7 512                | 251 874    | 1 434      | 260 820 |
| Total | 18 030               | 630 080    | 3 633      | 658 857 |